# Anorena melie
Anorena melie är en fjärilsart som beskrevs av William Schaus 1912. Anorena melie ingår i släktet Anorena och familjen nattflyn. Inga underarter finns listade i Catalogue of Life.